# Juan Tocornal Doursther
Juan Enrique Tocornal Doursther; (Santiago, 5 de abril de 1865 - 15 de julio de 1955). Abogado y político conservador chileno. Hijo de Manuel Tomás Tocornal Grez y Carolina Doursther Villavicencio. Contrajo matrimonio con Elena Ross de Ferari.

## Estudios y desempeño profesional
Hizo sus estudios en el Colegio San Ignacio y en la Universidad de Chile, donde juró como abogado el 3 de abril de 1886, con una tesis titulada "Estudio histórico político de la Constitución de 1833". Se desempeñó como secretario del Banco de Chile (1887).

## Carrera política
Formó parte del Partido Conservador, por el cual fue elegido Diputado por Melipilla y La Victoria (1891-1894 y 1894-1897), formando, en ambos períodos, parte de la comisión permanente de Hacienda e Industrias.
Ministro de Hacienda (1897) y de Relaciones Exteriores, Culto y Colonización (1916).
Abogado de la Defensa Fiscal (1900), director de la Sociedad Explotadora de Tierra del Fuego y de la Sociedad Minera de Tocopilla (1912). Integró la misión comercial en Estados Unidos (1919) y la que fue a Europa (1923)
Embajador de Chile en Argentina (1927) y en Gran Bretaña (1933-1935).

## Colaboraciones y reconocimientos
Fue socio del Club de La Unión, colaboró con escritos económicos e internacionales con los periódicos El Chileno, La Unión, El Ferrocarril y El Mercurio. 
Durante su vida, recibió diferentes condecoraciones, como la medalla de oro en un concurso de Humanidades de la Universidad de Chile, además de la condecoración de Comendador de la Orden de Carlos III de España y Gran Oficial de la Corona de Italia.